# Вале Сан Николао
Вале Сан Николао (итал. Valle San Nicolao) је насеље у Италији у округу Бијела, региону Пијемонт.
Према процени из 2011. у насељу је живело 101 становника. Насеље се налази на надморској висини од 466 м.

## Становништво
| 1931. | 1936. | 1951. | 1961. | 1971. | 1981. | 1991. | 2001. | 2011. |
| ----- | ----- | ----- | ----- | ----- | ----- | ----- | ----- | ----- |
| 1.716 | 1.822 | 1.959 | 1.867 | 1.474 | 1.259 | 1.206 | 1.141 | 1.086 |